# Банкет

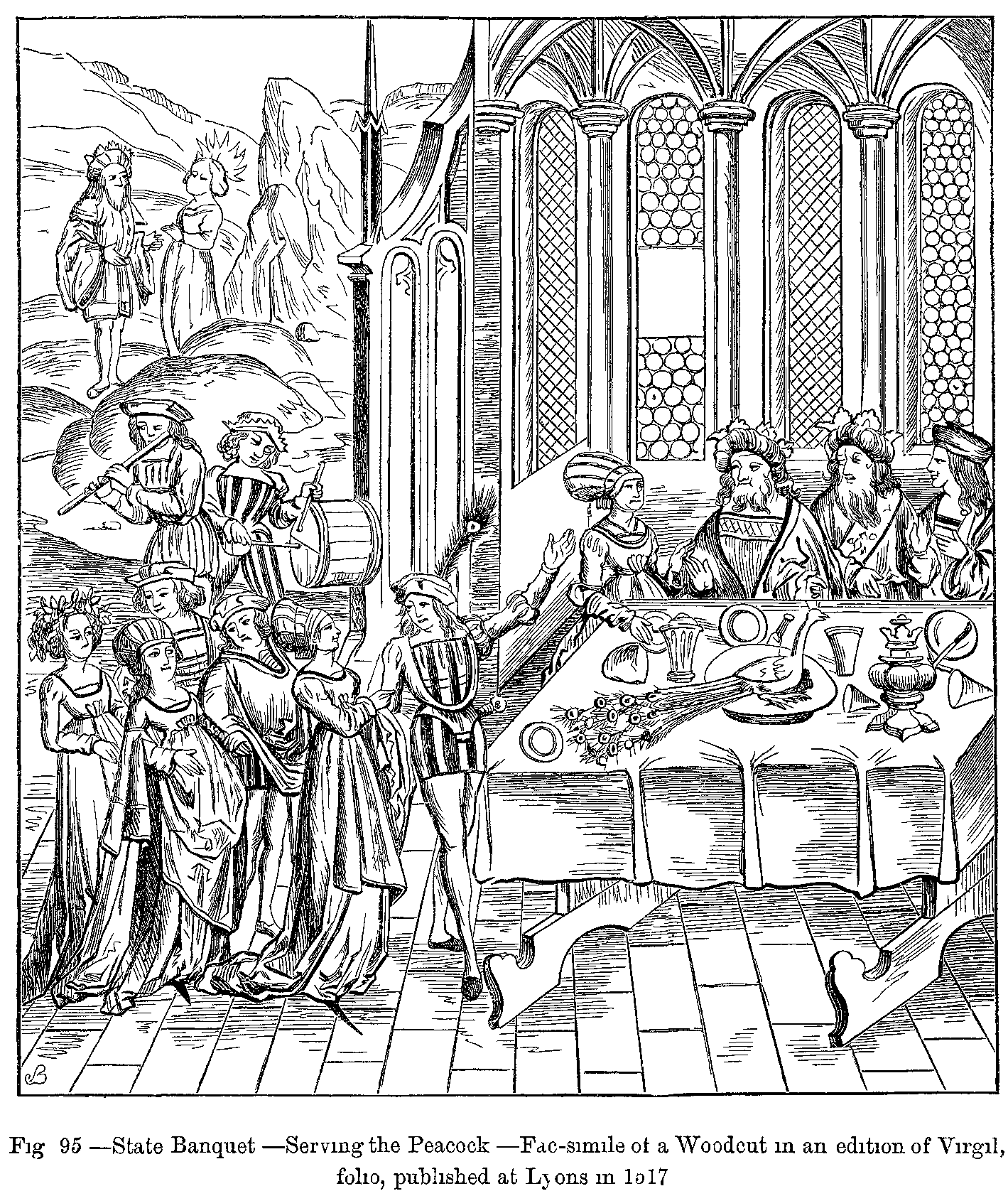
Государственный банкет (Франция, 1517)

Банке́т (от фр. banquet) — званый обед или ужин в торжественных рамках, устраиваемый в честь определённого лица или события (например, юбилея или свадьбы). Для проведения банкетов часто используется специальный банкетный зал.
Банкет может также дать возможность собравшимся коллективно выразить общие им всем идеи и стремления и засвидетельствовать перед обществом своё единство и сплочённость. Такие банкеты политического характера всегда были в большом ходу в Англии. Во Франции они стали играть важную роль со времён великой революции под названием «гражданских банкетов», а также «банкетов реформистов», приведших к смене власти в стране.

## История
История банкета берёт свое начало с первобытного общества. А точнее, с охотников, которые устраивали посиделки возле костра, в честь удачного похода на мамонта. Раскопки доказывают, что даже столь примитивное мероприятие уже содержало в себе элементы банкета.
В русских письменных источниках слово банкет впервые появляется в 1675 году. До этого использовалось слово пир. Слово банкет заимствовано из нем. Bankett, из итал. banchetto или франц. и англ. banquet.
До конца XIX века в России чаще употреблялось понятие «званый обед», а в советское время до 1940-х годов (иногда и в более поздний период) говорили «торжественный ужин» или «товарищеский ужин».

## Банкет в кейтеринг-технологиях

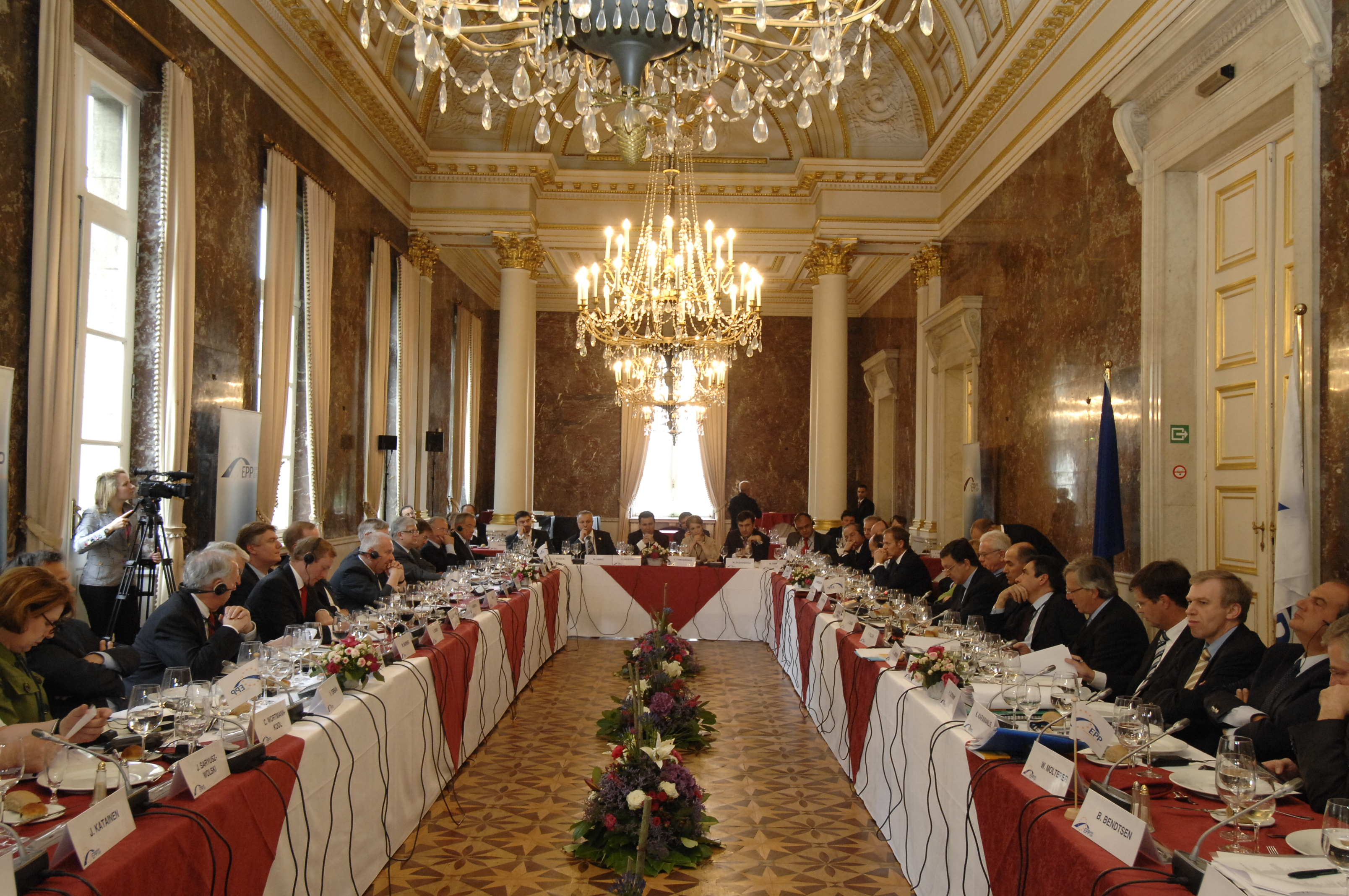
Банкет во время проведения саммита EPP

Банкет — один из самых популярных форматов ресторанного обслуживания, который активно используется на современном рынке российской кейтеринг-индустрии. Именно в сегменте масштабных праздников сегодня происходит рост и укрепление российских кейтеринг-компаний и ресторанов выездного обслуживания (РВО).
Основная масса (90 %) заказов приходится на достаточно стандартные мероприятия с числом приглашенных от 50 до 300 человек. Однако большую часть прибыли кейтеринговых компаний составляют крупные масштабные заказы с бюджетом более 1 млн рублей. На сегодняшний день по результатам работы 2010 года 45 % прибыли большинству компаний приносят именно крупномасштабные банкетные мероприятия.
В отличие от фуршетов, которые лидируют по количеству заказов, банкетная форма ресторанного обслуживания занимает лидирующие позиции по получаемой прибыли. Это связано с общим экономическим ростом и с совершенствованием современных кейтеринг-технологий на российском рынке выездного ресторанного обслуживания.

## Оформление банкета
В стандартный набор украшений банкетов входят: цветы, воздушные шары, банкетный текстиль (драпировка столов, скатерти, ленты и банты). Для особых случаев возможны отдельные аксессуары: световое оформление, свечи, плакаты, статуэтки. Иногда приглашается тамада, организуется сопровождение (диджей), шоу-программа (выступления артистов с живой музыкой, песнями и танцами), обеспечивается развозка гостей на специальном транспорте (автобусы, лимузины) после мероприятия.
При оформлении банкета по нижнему стандарту спиртное приносят с собой.

## Классификация банкета
1. По способу организации приёма пищи за столом: сидя или стоя.
2. По участию персонала в обслуживании:
  - полное, когда все операции (получение продукции, её доставка в зал, подача блюд и напитков, уборка посуды и т. д.) осуществляют официанты, что обеспечивает более высокую культуру обслуживания;
  - частичное, когда ряд функций передаётся гостям (перекладывание пищи, наполнение бокалов), что позволяет ускорить процесс обслуживания, сократить численность обслуживающего персонала.
3. По ассортименту блюд и напитков: 
  - общего назначения;
  - специального назначения (банкет-чай, банкет-коктейль, банкет-фуршет);
  - комбинированные (коктейль-фуршет, фуршет-кофе, коктейль-фуршет-кофе) и т. п[3].

В зависимости от формы обслуживания:
1. Банкет за столом с полным обслуживанием официантами — самая сложная и ответственная форма обслуживания, поэтому работают самые квалифицированные и опытные официанты и метрдотели[4]. Все участники торжества сидят за красиво сервированным столом, на который не ставят никаких закусок, блюд, напитков, а их подачу осуществляют официанты «в обнос».
2. Банкет за столом с частичным обслуживанием — обычно организуют в том случае, если они носят товарищеский или семейный характер[5]. Это может быть завтрак, обед, ужин или просто угощение в честь какого-либо события: знаменательная дата, юбилей, товарищеская встреча, свадьба и т. д.
3. Банкет-фуршет — организуется при проведении как официальных приёмов, так и различных юбилеев, семейных торжеств и других праздничных мероприятий[6]. Как правило, банкет-фуршет начинается в 18—20 часов, и продолжается в течение 1,5—2 (в случае свадебного банкета 2—2,5) часов.

## Порядок банкета
Для обслуживания банкетов рассчитывают количество посуды и приборов для подачи блюд и закусок в соответствии с меню. При этом учитывают, что каждое блюдо и закуска должны повторяться через 1,5—2,0 м. Рассчитывают также потребность в посуде и приборах индивидуального пользования для сервировки стола с учётом резерва в 15—20 %.
- Доставка блюд и сервировка стола — применяют предварительную сервировку столов, которая дополняет интерьер зала.
- Подача холодных закусок (салаты, мясная нарезка) — подают с гарниром (из картофеля, овощей) и с соусом[8]. Гастрономические продукты[какие?] подают в натуральном виде и с гарниром. Отпускают рыбные блюда и закуски на лотках, овальных блюдах, салатниках, посуду предварительно охлаждают.  Далее — рассадка гостей.
- Аперитив и торжественное объявление о начале банкета с тостами.
- Подача горячих блюд — ассортимент горячих блюд разнообразен как по видам продуктов, так и по способам их кулинарной обработки[9].
- Подача десерта — подают в конце обеда или ужина в горячем или холодном виде[10]. Сладкие блюда подают в горячем или холодном виде. Температура подачи горячих сладких блюд – 75 оС. Холодные сладкие блюда имеют температуру 10—14 оС[11].

Блюда и напитки:
- Коктейль
- Бокал шампанского
- Бокал вина
- Бокал вина с сыром
- Кофе
- Фондю